# Frits Müller
Frits George Müller (Amsterdam, 12 juni 1932 – aldaar, 29 mei 2006) was een Nederlands cartoonist, politiek tekenaar en amateur jazzklarinettist en -saxofonist. Hij was vanaf 1980 de vaste cartoonist van de opinieredactie van NRC Handelsblad. 

## Loopbaan
Müller studeerde aan de Kunstnijverheidsschool, (de huidige Gerrit Rietveld Academie) in Amsterdam. Hij was aanvankelijk reclametekenaar en illustrator en tekende daarnaast steeds vaker cartoons die onder meer in Het Parool, De Telegraaf, het Italiaanse Oggi, de Britse bladen Punch en Lilliputter verschenen. 
Zijn eerste politieke tekeningen verschenen in 1964 en 1965 in De Nieuwe Linie. Zijn carrière als politiek tekenaar zette hij voort in juni 1968 bij het Algemeen Handelsblad, waar enige maanden eerder Fritz Behrendt was opgestapt. Bij de fusie met de Nieuwe Rotterdamsche Courant in 1970 verdwenen echter de getekende politieke commentaren van Frits Müller. Hij ging verder bij Het Vrije Volk. Nadat Vrije Volk-hoofdredacteur Herman Wigbold de samenwerking met hem beëindigde, kwam hij in 1973 bij het groeiende opinieweekblad Haagse Post (HP). Vanaf augustus 1980 verschenen de politieke cartoons van Frits Müller toch in het NRC Handelsblad.

In 1992 ontving Müller voor zijn politieke spotprenten de Professor Pi-prijs van het Amsterdams Fonds voor de Kunst en in 2000 de Inktspotprijs voor de beste politieke cartoon.
Naast zijn politieke cartoons in de krant maakte hij affiches voor diverse actiegroepen en wandschilderingen voor o.a. de Heineken brouwerij en het Amsterdams Historisch Museum.
Samen met Vrij Nederland journalist Igor Cornelissen speelde Müller jarenlang in het jazz-huisorkest van Café De Engelbewaarder in Amsterdam.

Müller overleed op 73-jarige leeftijd in het Onze Lieve Vrouwe Gasthuis in Amsterdam, na enige tijd ziek te zijn geweest. Op 3 februari 2006 stuurde hij de NRC-redactie zijn laatste politieke tekening op, over de kwestie Uruzgan.

## Externe link

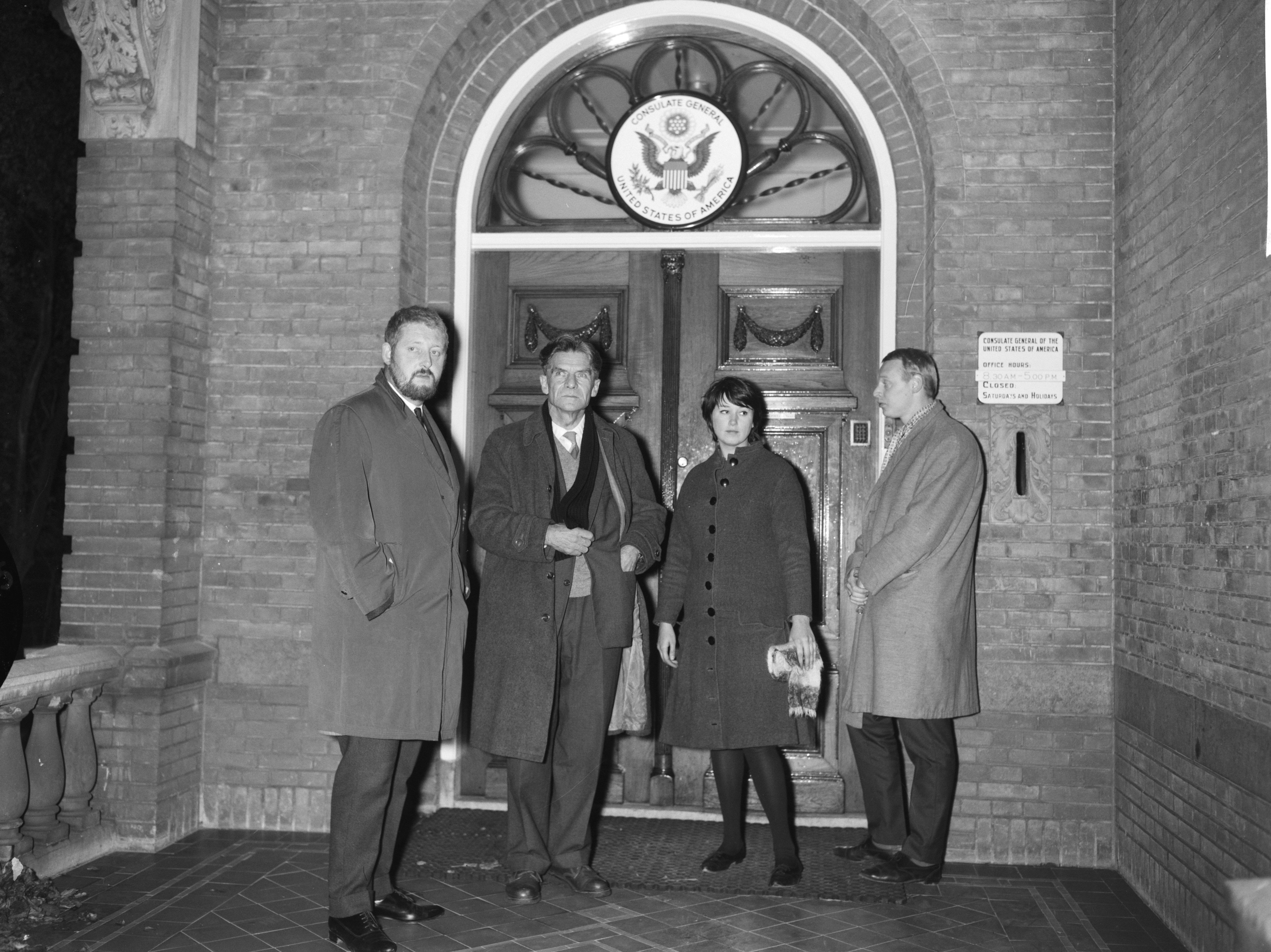
Müller, A. den Doolaard, Gerda van der Veen & Simon Vinkenoog (Protest tegen de atoombom, 1961